# Semtín (Pardubice)
Semtín je část statutárního města Pardubice, v městském obvodu Pardubice VII. Nachází se na severozápadě Pardubic.
Leží v katastrálním území Semtín o výměře 4,58 km2. V tomto katastrálním území leží i Doubravice.
Prochází tudy silnice II/211. Po Semtínu je nazvána železniční zastávka Pardubice-Semtín na železniční trati Pardubice – Hradec Králové, která se nachází v Doubravicích.

## Průmyslová oblast
V Semtíně je jedna z nejstarších a dosud plně funkčních průmyslových oblastí v České republice. Už v roce 1921 zde byla zahájena výstavba továrních objektů. Společnost s názvem Československá akciová továrna na látky výbušné (v roce 1934 přejmenována na Explosia a.s.) zakoupila 435 hektarů pozemků v Semtíně u Pardubic pro výstavbu továrny. O sedm let později byla zahájena výstavba sesterské společnosti Synthesia. Závod zpočátku vyráběl kyseliny dusičnou a sírovou, dusičnany a další produkty, které byly určeny především pro výrobu výbušnin.
Po téměř devadesáti letech je průmyslová zóna Semtín stále plně funkční. Část původního chemického kolosu, který dnešní akciová společnost Synthesia nevyužívá, je vyčleněna jako investiční lokality pro prodej a pronájem soukromým podnikatelům a investorům, ať už jako jednotlivé objekty, nebo tzv. brownfields. V Semtíně dnes podniká přibližně 120 soukromých firem s různorodým zaměřením.